# جهاز-إلى-جهاز
جهاز-إلى-جهاز (D2D): يُعرَّف الاتصال من جهاز إلى جهاز (D2D) في الشبكات الخلوية على أنه اتصال مباشر بين مستخدمين متنقلين دون عبور المحطة الأساسية (BS) أو الشبكة الأساسية. الاتصال من جهاز إلى جهاز (D2D) بشكل عام غير مرئي للشبكة الخلوية ويمكن أن يحدث على الترددات الخلوية (أي داخل النطاق) أو الطيف غير المرخص (أي النطاق الخارجي للشبكة).
في الشبكة الخلوية التقليدية، يجب أن تمر جميع الاتصالات عبر المحطة الأساسية (BS) حتى إذا كانت الأطراف المتصلة في نطاق اتصال جهاز إلى جهاز (D2D) القائمة على التقارب. يناسب الاتصال عبر المحطة الأساسية (BS) خدمات الهاتف المحمول التقليدية ذات معدل البيانات المنخفض مثل المكالمات الصوتية والرسائل النصية التي نادرًا ما يكون المستخدمون قريبين بدرجة كافية للاتصال المباشر. ومع ذلك، يستخدم مستخدمو الهواتف المحمولة في الشبكات الخلوية اليوم خدمات ذات معدل بيانات مرتفع (على سبيل المثال، مشاركة الفيديو، والألعاب، وشبكات التواصل الاجتماعي المدركة للتقارب) والتي من المحتمل أن يكونوا في نطاق الاتصالات المباشرة (على سبيل المثال، جهاز إلى جهاز D2D). بالتالي، فإن اتصالات جهاز إلى جهاز (D2D) في مثل هذه السيناريوهات يمكن أن تزيد بشكل كبير من الكفاءة الطيفية للشبكة. تتجاوز مزايا اتصالات جهاز إلى جهاز (D2D) الكفاءة الطيفية ؛ حيث يمكنها تحسين الإنتاجية وكفاءة الطاقة والتأخير والإنصاف.

## تسليم البيانات في اتصالت الغير متعاونه في اتصالات من جهاز إلى جهاز (D2D)
تفترض بروتوكولات تسليم البيانات الحالية في اتصالات جهاز إلى جهاز (D2D) بشكل أساسي أن العقد المتنقلة تشارك برغبتها في تسليم البيانات، ومشاركة مواردها مع بعضها البعض، واتباع قواعد وبروتوكولات الشبكات الأساسية. ومع ذلك، فإن العقد العقلانية في سيناريوهات العالم الحقيقي لها تفاعلات إستراتيجية وقد تتصرف بأنانية لأسباب مختلفة (مثل محدودية الموارد أو عدم الاهتمام بالبيانات أو التفضيلات الاجتماعية).
على سبيل المثال، إذا كانت العقدة بها موارد طاقة (بطارية) محدودة أو كانت تكلفة عرض النطاق الترددي للشبكة التي يوفرها مشغلو شبكات الهاتف المحمول عالية، فلن تقوم بترحيل البيانات برغبتها للآخرين حتى يتم توفير الحوافز المناسبة. وفي الوقت ذاته، قد تهاجم العقد الخبيثة الشبكة بطرق مختلفة لتعطيل التشغيل العادي لعملية نقل البيانات. الخصم أو العدو، على سبيل المثال، قد يسقط الرسائل المستلمة ولكنه ينتج مقاييس توجيه مزورة أو معلومات خاطئة بهدف جذب المزيد من الرسائل أو تقليل احتمالية اكتشافها. تصبح هذه المشكلة أكثر صعوبة عندما يعزز المهاجمون المتواطئون مقاييسهم لخداع أنظمة اكتشاف الهجمات. يعد التعامل مع العقد المتنقلة غير المتعاونة أمرًا صعبًا للغاية بسبب نموذج الشبكة الموزع والوصول المتقطع للعقد إلى السلطات المركزية.

## تطبيقات اتصالات من جهاز إلى جهاز (D2D)
تُستخدم الاتصالات من جهاز إلى جهاز من أجل:
1. الخدمات المحلية: في الخدمة المحلية، يتم نقل بيانات المستخدم مباشرة بين المحطات ولا تتضمن جانب الشبكة، على سبيل المثال تطبيقات التواصل الاجتماعي، التي تعتمد على خدمة التقارب في الأجهزة.
2. اتصالات الطوارئ: في حالة حدوث كوارث طبيعية مثل الأعاصير والزلازل وما إلى ذلك، قد لا تعمل شبكة الاتصالات التقليدية بسبب الضرر الناجم عنها. يمكن إنشاء شبكة مخصصة عبر اتصال جهاز إلى جهاز والتي يمكن استخدامها لمثل هذا الاتصالات في مثل هذه الحالات.
3. تحسين إنترنت الأشياء (IoT): من خلال الجمع بين اتصال جهاز إلى جهاز وإنترنت الأشياء (IoT) ، سيتم إنشاء شبكة لاسلكية مترابطة بالفعل. مثال على تحسين إنترنت الأشياء (IoT) من جهاز إلى جهاز (D2D) هو الاتصال من مركبة إلى مركبة (V2V) في إنترنت المركبات (IoV). عند المسير بسرعات عالية، يمكن للمركبة تحذير المركبات القريبة في وضع جهاز إلى جهاز قبل تغيير المسرب أو إبطاء سرعتها.[4]